# Breguet Br.691
Le Breguet Br.691 est un avion d'attaque au sol utilisé par l'armée de l'air française pendant la Seconde Guerre mondiale. C'est un dérivé du Breguet 690, prototype qui fut commandé dans le cadre du développement de la formule de chasseur triplace (programme officiel d'avion multi-rôle C3 ).

## Conception
Le 14 juin 1938, une commande est passée par l'armée de l'air concernant un avion d'assaut et de bombardement dérivé du Br.690. 
Le nouvel avion devient un biplace, le troisième poste d'équipage est remplacé par une soute pouvant contenir 8 bombes de 50 kg. Le fuselage est légèrement allongé, avec l'ajout de radiateurs d'huile placés sous les nacelles des moteurs ; le train d'atterrissage et la roulette de queue sont modifiés et la verrière est dotée de panneaux basculant.
L'armement est également modifié : deux mitrailleuses de 7,5 mm sont installées en place avant, l'une à la place du deuxième canon de 20 mm à gauche du pilote. Afin de s'adapter aux nouvelles missions de l'avion, toutes les armes en chasse sont réglables en azimut jusqu'à moins 15°. Ce dispositif est particulièrement efficace lors de straffings (attaque d'objectifs au sol à l'aide des armes automatiques de bord) à basse altitude. Une mitrailleuse de 7,5 mm est installée sur affût pour la défense du secteur arrière et une deuxième à travers le plancher peut être actionnée au pied.
Le nouvel avion est désigné : Br.691 AB2.

## Production
L'appareil tête de série vola pour la première fois le 15 mai 1939.
Initialement commandé à 204 unités, la fabrication du Breguet Br.691 fut finalement ramenée à 78 exemplaires, les moteurs ayant révélé de graves défaillances. Pour y remédier, le Br.691 no 19 fut équipé de moteurs Gnome et Rhône 14M 6/7, de puissance légèrement inférieure, mais de diamètre encore plus faible (0,96 m contre 1,02 m). Ce nouveau modèle, baptisé Breguet Br.693, vola pour la première fois le 25 octobre 1939, et sa réussite entraîna le basculement du reliquat de la commande à son profit.
Les livraisons du Breguet Br.691 aux escadrilles commencèrent en novembre 1939 à une cadence trop lente. En avril 1940, seulement 29 appareils avaient été livrés aux unités combattantes.
À la fin de la campagne de France, un total de 75 appareils avait été assemblés.

## En escadrille
Les premiers Br.691 sont livrés à la 54e escadre le 5 novembre 1939, alors en cours de formation aux techniques d'assaut à basse altitude sur Potez 633. Elle est composée des groupes de bombardement I/54 et II/54. L'escadre est installée à Salon-de-Provence (Bouches du Rhône) depuis le mois d'octobre. Les vols d'entraînement commencent sur le nouvel avion. Très vite il s'avère que le train d'atterrissage pâtit d'un défaut de conception entraînant des accidents à l'atterrissage. Par chance, l'avion est robuste et aucune perte humaine n'est à déplorer. La flotte est immobilisée du 22 janvier au 8 mars. Durant cette période, les trains d'atterrissage sont renforcés.
Pour sa part le groupe de bombardement II/51 reçoit ses premiers Br.691 le 15 décembre. Il fait partie avec le groupe de bombardement I/51 de la 51e escadre. Elle est stationnée sur la base du Luc-en-Provence (Var).
Le groupe de bombardement II/35, cinquième groupe de bombardement à être doté de l'avion, reçoit ses cinq premiers exemplaires en avril 1940.

## Engagements: La campagne de France
Le 1er mai 1940, 20 Br.691 étaient en première ligne répartis entre les différents groupes de la façon suivante :
- 5 au II/35.
- 5 au I/51.
- 3 au II/51.
- 1 au I/54.
- 6 au II/54.

Ces groupes de bombardement étaient équipés principalement de la version Br.693. L'avion fut surtout cantonné à l'entraînement des équipages, le Br.693 étant mieux adapté au combat avec ses moteurs Gnome et Rhône. Il commença à participer à des missions de guerre lorsque les pertes subies par les Br.693 obligèrent les groupes d'assaut à les utiliser.
Depuis leur arrivée en escadrille en 1939 jusqu'à la fin de la campagne de France :
- 53 ont subsisté (49 en métropole et 4 en Afrique du Nord).
- 22 Br.691 ont été perdus.

## Variantes
Le Breguet Br.692AB2. Il resta à l'état de projet. Il devait être équipé de moteurs Gnome et Rhône 14N ; les modifications des nacelles dues à ces nouveaux moteurs auraient été trop importantes.
Le Breguet Br.693. Version principale obtenue par transformation du Br.691 no 19 en l'équipant de moteurs Gnome et Rhône 14M-6/7 développant 700 ch au décollage. Ce fut la version la plus réussie de la série et la plus produite avec 224 unités construites.
Le Breguet Br.694 était un triplace de reconnaissance avec le poste de l'observateur à la place de la soute à bombes. Cette version fut commandée dans un premier temps par la Suède (la commande fut annulée) puis par la Belgique. Il vola le 20 juin 1940 sous la forme d'un prototype remis à l'Aéronautique navale.
Le Breguet Br.695. Cette version fut équipée de moteurs Pratt & Whitney SB4G Twin Wasp développant chacun 825 ch au décollage. 50 appareils furent construits.
Le Breguet Br.696B2. Bombardier biplace dérivé du Breguet Br.693. Il avait une soute à bombe agrandie et un armement réduit. Il vola la première fois en novembre 1939. La production de série ne fut pas lancée, celle du Br.693 étant prioritaire.
Le Breguet Br.698Bp2. Bombardier en piqué avec aérofreins. Il ne dépassa pas le stade de la planche à dessin.
Le Breguet Br.810. Version biplace embarquée pour les besoins de la marine avec crosse, aérofrein et ailes repliables. Il ne dépassa pas non plus le stade de la planche à dessin.